# Cerberilla africana
Cerberilla africana is een slakkensoort uit de familie van de Aeolidiidae. De wetenschappelijke naam van de soort is voor het eerst geldig gepubliceerd in 1903 door Eliot.